# Charles Wilbert Snow
Charles Wilbert Snow, född 6 april 1884, död 28 september 1977, var en amerikansk professor, politiker och guvernör i Connecticut.

## Karriär
Snow föddes på White Head Island, St. George, Maine. Han tog en kandidatexamen vid Bowdoin College 1907 och en magisterexamen vid Columbia University 1910. Han arbetade som inuitlärare och renagent i Alaska från 1911 till 1912. Han undervisade vid flera universitet, inklusive trettio år vid Wesleyan University i Middletown, Connecticut, från 1922 till sin pension 1952. Han skrev också poesi. Han blev ordförande för Connecticut Association Board of Education 1940.  

## Viceguvernör och guvernör
Snow valdes till viceguvernör i Connecticut i november 1944 och tillträdde i januari 1945. Raymond E. Baldwin, som då var guvernör, avgick den 27 december 1946. Snow blev guvernör samma dag. Han satt den korta tid som var kvar av den tvååriga mandatperioden och avgick den 8 januari 1947. Han efterträddes av James L. McConaughy.

## Senare år
År 1947 hade de som tagit examen vid Wesleyan University 1927 återförening, och som deras återföreningsgåva till universitetet hade de samlat ihop till en fond för att deras då gamle professor Snow skulle kunna skriva sin självbiografi. Efter mycket arbete blev han klar med självbiografin, med titeln "Codline's Child" (Codlines barn), som fick namn efter hans sedan länge avlidna mor.
Snow var utbildningskommissinär och ordförande för Middletowns skolstyrelse i över trettio år. Han spelade också en stor roll för att få fram resurser för att grunda Middlesex Community College.
Han avled den 28 september 1977, 93 år gammal.